# سهله بنت سهیل
سهله بنت سهیل (به عربی: سهلة بنت سهيل) صحابه محمد پیامبر اسلام بود. او دختر سهیل بن عمرو و همسر ابوحذیفه بن عتبه بود.